# Gia Machavariani
Gia Machavariani, né le 26 février 1985, est un haltérophile géorgien. Il concourt dans la catégorie des moins de 105 kg.

## Palmarès
Championnats d’Europe
- 2011 à Kazan : médaille d’argent

Championnats du monde
- 2011 à Paris : médaille de bronze dans l’épreuve de l’arraché, 4e du total.